# NGC 3997
NGC 3997 este o emission-line galaxy⁠(d) situată în constelația Leul. A fost descoperită în 19 februarie 1827 de către John Herschel. Se află la o distanță de 71,32 de megaparseci de Pământ.